# Tetraodon duboisi
Tetraodon duboisi är en fiskart som beskrevs av Max Poll 1959. Tetraodon duboisi ingår i släktet Tetraodon och familjen blåsfiskar. IUCN kategoriserar arten globalt som otillräckligt studerad. Inga underarter finns listade i Catalogue of Life.